# Listă de localități din cantonul Basel-Oraș
În cantonul Basel-Oraș sunt în anul 2009 numai trei comune.
| Stema     | Numele comunei | Locuitori 31 ianuarie 2009 | Suprafața in km² | Locuitori/ km² |
| --------- | -------------- | -------------------------- | ---------------- | -------------- |
| Basel     | Basel          | 167'720                    | 22.75            | 7372           |
| Bettingen | Bettingen      | 1177                       | 2.23             | 528            |
| Riehen    | Riehen         | 20'654                     | 10.87            | 1900           |